# Krubanie
Krubanie, Krubany (kasz. Krëbanë) – kaszubska grupa etnograficzna. Bardzo często jest to nazwa stosowana zamiennie z nazwą Zaboracy (kaszb. Zabòrôcë). Różnice wynikają z tego, że czasami do Zaboraków zalicza się również Kaszubów zamieszkujących gminy: Lipusz i Dziemiany, czyli tzw. Łyczaków (kaszb. Łëczôcë).
Zamieszkują region miejscowości Leśno, Swornegacie, Brusy, Karsin i leżące na pograniczu Kaszub bliskie okolice Czerska.